# Cathy Geoffroy
Pour les articles homonymes, voir Geoffroy.
Cathy Geoffroy, née le 26 octobre 1976 à Drancy, est une nageuse synchronisée française.

## Biographie
Cathy Geoffroy remporte la médaille d'argent par équipe aux Championnats d'Europe de natation 1997 et aux Championnats d'Europe de natation 1999. Elle est remplaçante du ballet médaillé de bronze aux Championnats d'Europe de natation 2000. Elle fait aussi partie de la délégation française aux Jeux olympiques d'été de 2000.